# Scream If You Wanna Go Faster
Albums de Geri Halliwell
Schizophonic
(1999) Passion
(2005)
Scream If You Wanna Go Faster est le deuxième album de Geri Halliwell sorti en 2001.

## Liste des chansons
| No  | Titre                                  | Producer(s) | Durée |
| --- | -------------------------------------- | ----------- | ----- |
| 1.  | Scream If You Wanna Go Faster          |             | 3:38  |
| 2.  | Shake Your Bootie Cutie                |             | 4:02  |
| 3.  | Calling                                |             | 4:25  |
| 4.  | Feels Like Sex                         |             | 3:24  |
| 5.  | Circles Around the Moon                |             | 3:59  |
| 6.  | Love is the Only Light                 |             | 3:26  |
| 7.  | Strength of a Woman                    |             | 4:03  |
| 8.  | Don't Call Me Baby                     |             | 3:42  |
| 9.  | Love Dovey Stuff                       |             | 3:39  |
| 10. | It's Raining Men                       |             | 4:18  |
| 11. | Heaven and Hell (Being Geri Halliwell) |             | 3:31  |
| 12. | I Was Made That Way                    |             | 4:47  |